# Nicolás Vélez de Guevara
Nicolás Vélez de Guevara (Segura (Guipúscoa), segle XV - Medina del Campo, Valladolid, octubre de 1504) va ser un noble i poeta castellà, senyor d'Ameyugo, Tuyo i Larraztegui; majordom dels Reis Catòlics, cavaller de l'Orde de Sant Jaume, alcaid i justícia major de Cartagena.
Era fill de D. Pedro de Guevara (fill natural de D. Iñigo Vélez de Guevara (1420-1500) tradicionalment considerat com a primer comte d'Oñate, sent en realitat el primer comte el seu net) i de la Senyora de Larraztegui de Segura.